# Philodendron vargealtense
Philodendron vargealtense é uma espécie de planta do gênero Philodendron e da família Araceae.

## Taxonomia
A espécie foi descrita em 2001 por Cássia Mônica Sakuragui. O espécime tipo é de Vargem Alta, no estado do Espírito Santo, e o epíteto específico é uma referência a essa cidade.

## Forma de vida
É uma espécie hemiepífita, rupícola, herbácea e trepadeira.

## Conservação
A espécie faz parte da Lista Vermelha das espécies ameaçadas do estado do Espírito Santo, no sudeste do Brasil. A lista foi publicada em 13 de junho de 2005 por intermédio do decreto estadual nº 1.499-R. 

## Distribuição
A espécie é endêmica do Brasil e encontrada nos estados brasileiros de Espírito Santo, Minas Gerais  e São Paulo. A espécie é encontrada no domínio fitogeográfico de Mata Atlântica, em regiões com vegetação de floresta ombrófila pluvial.